# Ed e Lorraine Warren

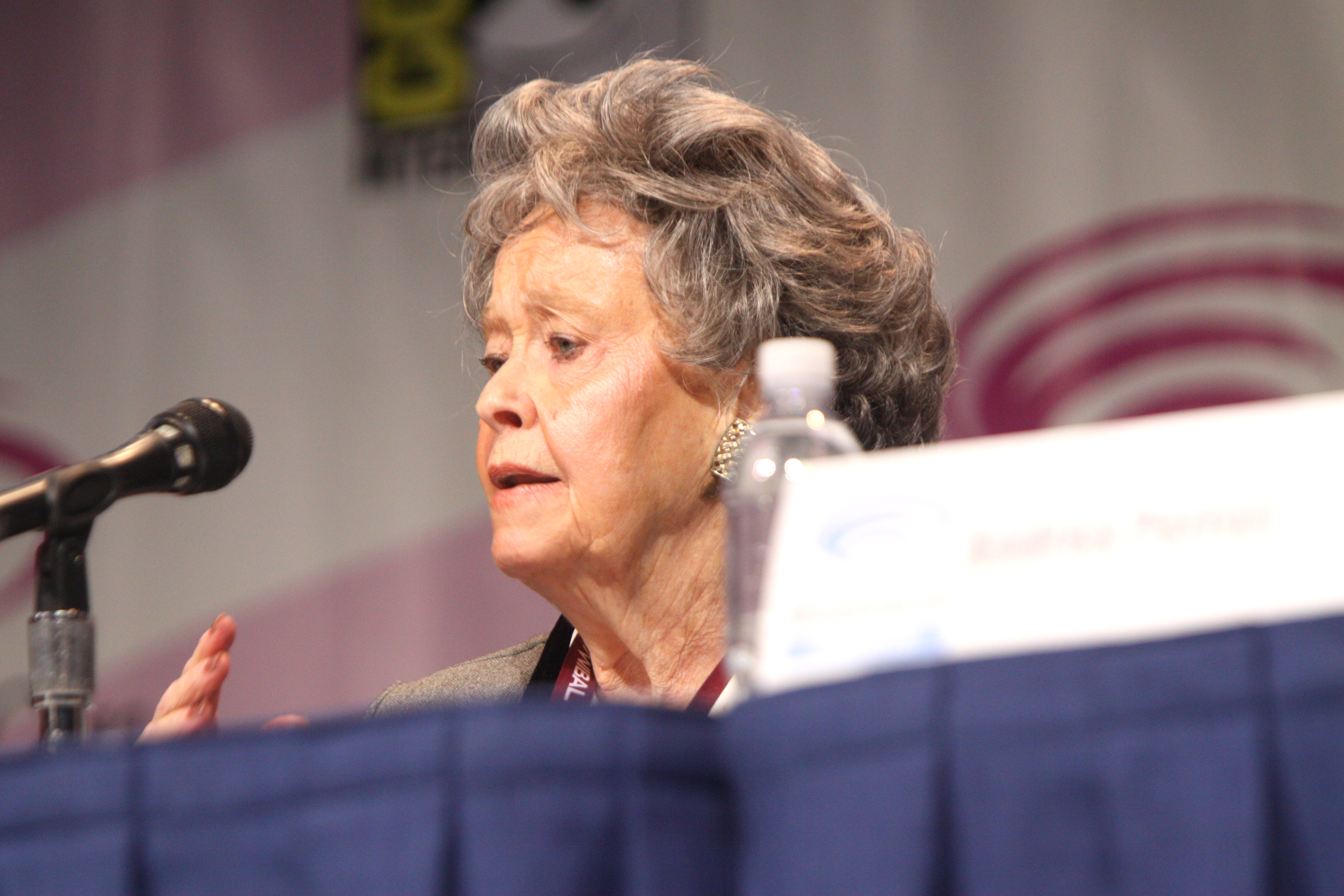
Lorraine Warren durante uma conferência na WonderCon em 2013

Edward "Ed" Warren Miney (Bridgeport, 7 de setembro de 1926 – Monroe, 23 de agosto de 2006) e Lorraine Rita Warren (Bridgeport, 31 de janeiro de 1927 – Monroe, 18 de abril de 2019) foram investigadores de fenômenos paranormais e autores associados com casos de destaque de assombração. 

## Carreira
Edward foi um veterano da Marinha na Segunda Guerra Mundial e ex-oficial de polícia que tornou-se um autodidata, especialista em demonologia, autor e conferencista. Sua esposa Lorraine era uma clarividente e médium de transe leve que trabalhou com o marido.
Em 1952, os Warren fundaram a New England Society for Psychic Research (N.E.S.P.R.), o mais antigo grupo de caça-fantasmas na Nova Inglaterra. Eles escreveram vários livros sobre o paranormal e sobre suas investigações privadas em vários relatos de atividade paranormal. Eles alegaram ter investigado mais de 10 000 casos durante sua carreira. Os Warren estavam entre os primeiros investigadores no polêmico The Amityville Horror. De acordo com o Warren, o N.E.S.P.R. utiliza uma variedade de indivíduos, incluindo médicos, pesquisadores, policiais, enfermeiros, estudantes universitários e membros do clero em suas investigações.
Os Warren foram responsáveis pelo treinamento de vários demonólogos, incluindo Dave Considine e seu sobrinho John Zaffis. Além das investigações, Lorraine dirigiu o Museu Oculto dos Warren no porão de sua casa em Monroe, Connecticut, com a ajuda de seu genro, Tony Spera.

## Investigações notáveis 

### Caso Annabelle
De acordo com os Warren, em 1968, duas colegas de quarto reivindicaram que sua boneca Raggedy Ann foi possuída pelo espírito de uma jovem menina chamada Annabelle Higgins. Os Warren levaram a boneca, dizendo às companheiras de quarto que estavam "sendo manipuladas por uma presença inumana", e a colocaram em exposição no "Museu do Oculto" da família. Os filmes Annabelle (2014) e Annabelle 2: A Criação do Mal (2017), Annabelle 3: De volta pra casa (2019), todos spin-offs de Invocação do Mal (2013), foram vagamente baseados na história real.

### A Família Perron
Em 1971, os Warren afirmaram que em Harrisville, Rhode Island, a casa da família Perron foi assombrada por uma bruxa que viveu no início do século XIX. De acordo com os Warren, Bathsheba Sherman amaldiçoou a terra de modo que quem viveu lá de alguma forma morrerá. A história é o tema do filme Invocação do Mal (2013). Lorraine Warren era uma consultora para produção e apareceu em um cameo no filme. Um repórter do USA Today cobre o suposto aterramento do filme em fatos de simpatia.
A atual proprietária da casa tem recolhido sua própria pesquisa e a de vários investigadores com quem ela já trabalhou e refuta as histórias de bruxaria e mortes trágicas na casa.

### The Amityville Horror
Os Warren são conhecidos por seu envolvimento em 1976, no caso Amityville Horror em que um casal de New York, George e Kathy Lutz afirmaram que sua casa era assombrada por uma presença violenta, assombrosa e demoníaca. Os intensutores de conspiração Stephen e Roxanne Kaplan caracterizam o caso como um "hoax". Lorraine Warren disse a um repórter do jornal de notícias Express-Times que o Horror em Amityville não era uma farsa. A assombração relatada foi a base para o livro de 1977 The Amityville Horror, e em 1979 e 2005 foram feitos filmes do mesmo nome. O caso também foi apresentado na cena inicial de Invocação do Mal 2 (2016).

### Poltergeist de Enfield
No final dos anos 1970, os Warren apareceram, não convidados por um único dia e conversaram com Maurice Grosse, que realmente investigou o incidente durante o tempo. Maurice instruiu os Warren a sair depois que Ed o aconselhou, "Há muito dinheiro a ser feito aqui." As pessoas que Maurice investigou foram Peggy Hodgson, sua filha de 13 anos, Margaret, sua filha de 11 anos, Janet, seu filho de 10 anos Johnny e seu filho de 9 anos, Billy. Enquanto um número de observadores independentes descartou o incidente como "uma farsa, realizada por uma ansiosa Janet", os Warren estavam "convencidos de que os acontecimentos tinham uma explicação sobrenatural". A história foi a inspiração para Invocação do Mal 2 (2016).

### Demônio Assassino
Em 1981, Arne Johnson foi acusado de matar seu senhorio, Alan Bono. Ed e Lorraine Warren tinham sido chamados antes da morte e lidar com a suposta possessão demoníaca do irmão mais novo da noiva de Johnson. Os Warrens posteriormente afirmaram que Johnson também estava possuído. No julgamento, Johnson tentou não se reconhecer culpado pela razão de possessão demoníaca, mas não teve sucesso com seu apelo. O caso foi descrito no livro de 1983, The Devil in Connecticut por Gerald Brittle. A história foi inspiração para Invocação do Mal 3: A Ordem do Demônio.

### Lobisomem
Em 1991, os Warren lançaram o livro Werewolf: The True Story, onde eles afirmam ter exorcizado um "demônio lobisomem".

### A família Smurl
Os residentes de Pensilvânia, Jack e Janet Smurl, relataram que sua casa foi perturbada por vários fenômenos sobrenaturais, incluindo sons, cheiros e aparições. Os Warrens tornaram-se envolvidos e afirmaram que a casa Smurl foi ocupado por três menores espíritos e também um demônio que supostamente agredia sexualmente Jack e Janet Smurl. A versão Smurls "de sua história foi em 1986 objeto de um livro de bolso intitulado The Haunted e um telefilme de mesmo nome dirigido por Robert Mandel de 1991.

### Cemitério Union
Os Warren acreditavam que o cemitério foi assombrado por um fantasma de uma "senhora branca".

### The Haunting in Connecticut
Em 1986, Ed e Lorraine Warren chegaram e proclamaram a casa Snedekopaer, uma antiga casa funerária, que foi afetada por demônios. O caso foi apresentado no livro de 1992, In a Dark Place: The Story of a True Haunting. Um telefilme que mais tarde se tornou parte da série do Discovery Channel, A Haunting, foi produzido em 2002 e é baseado em eventos, dirigidos por Peter Cornwell, foi lançado em 2009.

## Críticas
O caso mais famoso dos Warren, o Horror em Amityville, tem sido questionada pelos críticos. De acordo com Benjamin Radford, a história foi "refutada por testemunhas, investigações e provas forenses". Em 1979, o advogado William Weber teria afirmado que ele, Jay Anson, e os ocupantes inventaram a história de horror "ao longo de muitas garrafas de vinho". O autor de horror Ray Garton, que escreveu um relato da suposta assombração da família Snedeker em Southington, Connecticut, posteriormente questiona a veracidade das histórias contidas em seu livro, dizendo: "a família envolvida, que estava passando por alguns problemas sérios como o alcoolismo e dependência de drogas, não poderia manter sua história em linha reta, e eu fiquei muito frustrado, é difícil escrever um livro de não-ficção quando todas as pessoas envolvidas estão dizendo histórias diferentes ".